# Celia (serie de televisión)
Celia es una serie de televisión infantil española, estrenada originalmente en el año 1993 a través del canal público La 1 de Televisión Española. La serie fue inspirada y está basada en los libros infantiles clásicos de Elena Fortún, en particular Celia, lo que dice (1929) y Celia en el colegio (1932), y cuenta las aventuras de una rebelde Celia Gálvez de Montalbán, una niña de la alta burguesía madrileña de siete años de edad, y uno de los personajes favoritos de las niñas españolas de los años 40, 50 y 60. La serie, que introdujo a Cristina Cruz Mínguez en el papel titular de Celia, fue adaptada para la televisión por Carmen Martín Gaite, escritora española que ha recibido varios premios, y fue dirigida y producida por José Luis Borau. Aparte de narrar las historias de Celia, la serie refleja la vida en España durante los años 30, brevemente tocando el tema de la guerra civil que estaba por venir, los cambios sociales y los conflictos e ideas de la época. Aunque la serie fue popular siguiendo su lanzamiento, la falta de fondos económicos por parte de Televisión Española puso en riesgo la producción y la serie fue cancelada después de seis episodios. El sexto y último episodio aseguraba que la serie continuaría, aunque nunca se rodaron episodios nuevos. En abril de 2009 la serie fue reestrenada en la página web de Radio Televisión Española, donde se pueden ver íntegros todos los episodios de forma permanente y gratuita.

## Producción
Después de que los libros sobre Celia de Elena Fortún fuesen llevados a su atención por la escritora y guionista española Carmen Martín Gaite, el director y productor José Luis Borau insistió en juntos crear una adaptación televisiva de las obras de Fortún. Borau propuso el proyecto, pero al mismo tiempo no consideró en dirigirlo ya que él no creía tener la experiencia o la paciencia requerida para trabajar con niños o en una producción infantil; también en el pasado había dicho no tener el más mínimo interés en trabajar para la televisión o en películas de género histórico. Por esta razón, José Luis Cuerda fue asignado como director de la serie, pero fue Borau quien al final terminó en dicha posición. Carmen Martín Gaite no fue convencida con facilidad y no estaba segura de que el proyecto daría resultado o tuviese éxito. Cuando Televisión Española aprobó la creación de Celia, se comenzó una búsqueda por la niña ideal para el papel titular de Celia. Sin previa experiencia como actriz, Cristina Cruz Mínguez fue escogida entre 2.000 otras niñas que habían probado para el papel, aunque otros medios indican un estimado más alto de 3.000 niñas. El estudio recibió visitas a lo largo de cinco meses aproximadamente, y José Luis Borau afirmó en una entrevista que Cristina había sido una de las últimas en ser probada. Algunas de las niñas que no fueron escogidas para el papel de Celia fueron entonces colocadas en los papeles de otras niñas en la trayectoria de la serie, por ejemplo María Teresa, una de las amigas de Celia. Ya que las leyes del cine sólo permiten a los infantes menores de tres años participar en el rodaje por un tiempo limitado, tres niños diferentes fueron traídos para el papel de "Cuchifritín," el hermano pequeño de Celia. Un documental televisivo fue creado y titulado "Buscando a Celia", el cual mostraba la odisea de encontrar a la "Celia" ideal; el documental contenía breves entrevistas con diferentes niñas y algunos de sus padres también. Cuando fue lanzada al público, el corto documental sirvió como publicidad eficiente para la serie que aún no había sido estrenada.
El director José Luis Borau comentó durante la ceremonia de premier de la serie que él había tenido dos razones para la producción: Una, rendirle homenaje a Elena Fortún, quien él describió como una de las más importantes autoras que los niños de España posiblemente hayan tenido; y dos, ofrecerle a los niños de España 'lo mejor.' — "A los niños," dijo, "hay que darles lo mejor. No hay que abusar de ellos, no hay que engañarles. No hay que darles cualquier cosa. Porque se merecen lo mejor." — Por su parte, la escritora española Carmen Martín Gaite comentó su asombro al comportamiento profesional de la joven actriz Cristina Cruz Mínguez durante el rodaje de la serie. — "Recuerdo una escena," dijo, "que se rodaba muy de noche en un circo cerca del Escorial, y yo no oí a esta niña quejarse ni una sola vez. [...] No preguntaba '¿dónde está mi madre?' ni nada."

### Cancelación
José Luis Borau explicó en una entrevista que tomó lugar en el año 1993 que la serie Celia había tenido problemas económicos antes de ser cancelada definitivamente. Durante los años en los que la serie había estado en producción, Televisión Española, que había financiado el proyecto hasta entonces, entró en una etapa económicamente desastrosa, lo cual puso en riesgo la producción de la serie. De hecho, la serie se hubiese cancelado de no haber sido que Borau tomó en sus manos la responsabilidad de financiar una serie tan costosa como lo era Celia. La serie marcaba la primera vez en que compañías televisivas europeas extranjeras, la italiana RAI, la francesa Antenne 2 y la alemana ZDF aceptaban un proyecto propuesto por TVE. José Luis Borau comentó en la misma entrevista que de no ser que se completase la serie, la relación entre TVE y sus socios extranjeros podría quebrarse. Aun así, fondos para completar a Celia no alcanzaron y la serie fue cancelada. El rodaje de la serie comenzó en junio del año 1991 y terminó durante las Navidades de ese año, algunas escenas quedando pendientes hasta 1992, y de los catorce guiones que se habían escrito sólo seis fueron utilizados, los cuales equivalen a los seis episodios completados de la serie.

### Tema musical
El tema musical de la serie, compuesto por el dúo español Vainica Doble no tiene un nombre oficial pero se le refiere comúnmente como "Celia" o "Hay en Madrid una niña"; su letra y música básicas están basadas en la canción clásica de recreo española, "En Cádiz hay una niña." Aunque naturalmente la canción está escrita en español, hay breves versos en latín e inglés; el verso en inglés, "Be quiet, you are a naughty girl!" es presuntamente cantado por el personaje de Miss Nelly, la institutriz inglesa. El inicio de la serie es un montaje de dibujos diseñados por el ilustrador original de los libros, Francisco Molina Gallent.

## Reparto
- Cristina Cruz Mínguez - Celia Gálvez de Montalbán
- Ana Duato - María del Pilar de Montalbán (Mamá)
- Pedro Díez del Corral - Pablo Gálvez (Papá)
- Adela Armengol - Julia Gálvez
- Sian Thomas - Miss Nelly
- Miguel Magaña - Juan Antonio 'Baby/Cuchifritín' Gálvez de Montalbán
- Alito Rodgers - Rey Baltasar
- Concha Salinas - Juana
- Josep Cortés - Don Pedro
- Carmen Rossi - Doña Petra
- Concha Leza - Cocinera
- Beatriz Acaso - Florita (sólo voz)
- Aurora Redondo - Doña Benita
- Tito Valverde - Rodrigo Gálvez
- Diana Salcedo - Basílides
- Eduardo Calvo - Abuelo de Carlotica
- Luz María Gómez - Rafaela
- Miguel Ángel García - Pronobis
- Tito Augusto - Lamparón
- María Isbert - Madre Superiora
- Paloma Paso Jardiel - Madre Loreto
- Montse Pérez - Madre Bibiana
- Yelena Samarina - Madre Isolina
- Silvia Munt - Madre Corazón
- Paula Soldevila - Lega
- Nathalie Seseña - Lega
- Silvia Casanova - Lega
- Ángel de Andrés - Don Restituto
- Rafael Díaz - Juanón
- Carmelo Gómez - Huevero
- María Luisa Ponte - Doña Remedios
- Mario Maranzana - Animador de circo
- Román Ariznavarreta

## Argumento
Enero de 1932, Celia Gálvez de Montalbán es una niña de 7 años de edad y vive en la Calle Serrano en Madrid con su familia. Celia tiene una manera ingeniosa de cuestionar el mundo que la rodea, sobre todo a los mayores; no los comprende y cree que complican las cosas demasiado. Su mundo es una mezcla entre la realidad y la fantasía, le fascinan los cuentos de hadas y cuestiona hasta la identidad de los reyes magos. Celia tiene un hermanito pequeño al que llama "Cuchifritín", y un papá y una mamá que la adoran, aunque no saben cómo poner solución a su comportamiento. Al principio, Celia está bajo el cuidado de Miss Nelly, una institutriz inglesa que tiene gran dificultad con la niña. Cuando ésta no puede soportar más las humillaciones de Celia, su madre acude a doña Benita, una anciana de buen corazón pero con una imaginación tan grande y fantasiosa cómo la de la misma Celia; en lugar de cuidar de Celia, Doña Benita se vuelve una fiel compañera de juegos y aventuras para la niña. Al llegar el verano, Celia y su familia pasan unos días en la playa, y cuando sus papás se marchan a París, ella y doña Benita pasan el resto del verano en la sierra con Juana, la doncella y Carlotica, una nueva amiga de Celia. Cuando un inocente juego de la niña pone en peligro la vida y la salud de Cuchifritín, el padre de la niña no ve alternativa más que enviarla a un convento a ser disciplinada por las monjas. Las religiosas también tienen dificultad manteniendo el orden cuando llega Celia; las clases son interrumpidas más de una vez y sus creíbles historias hacen creer a las monjas en la posibilidad de que el mundo haya llegado a su fin. Al acabar el curso, Celia participa en la función, pero esta acaba en desastre después de que Celia se entera de que sus padres tienen la intención de marcharse lejos y dejarla en el colegio a pasar el verano. Al llegar una vez más las vacaciones veraniegas, Celia se encuentra sola en el colegio lidiando con Doña "Merlucines". Su padre viene a hacerle una última visita antes de marcharse y juntos visitan un circo, el cual inspira a Celia a escribir sobre sus propias aventuras después de marcharse con los titiriteros en la imaginación.

## Vídeo y DVD
Desde su original aparición en el año 1992, Celia sigue siendo una serie popular y ha sido transmitida a través de Televisión Española (TVE1) numerosas veces. Con frecuencia, era transmitida en blanco y negro para agregar un tono nostálgico apto para su época de desarrollo en los años 30. La serie se suele transmitir un episodio por día durante seis días, normalmente comenzando en lunes.[cita requerida]
En 1993, la compañía española Editorial América Ibérica distribuyó la serie por primera vez en vídeo doméstico. Los seis episodios diferentes fueron puestos a la venta individualmente en una colorida colección titulada "El mundo de Celia", y cada uno iba acompañado por una edición actualizada de los seis primeros libros de Celia de Elena Fortún: Celia, lo que dice (1929) fue incluida con el primer episodio de la serie, "Soy Celia," Celia en el colegio (1932) con el segundo, "Doña Benita," Celia novelista (1934) con "El verano," Celia en el mundo (1934) con "En el colegio," Celia y sus amigos (1935) con "Ni santa, ni mártir" y Celia madrecita (1939) con "¡Hasta la vista!"; La editorial América Ibérica no produjo nuevas ediciones de los libros de Celia restantes. Estos conjuntos de cintas de VHS y libros se vendían particularmente en Quioscos y librerías locales en lugar de grandes tiendas de vídeo.[cita requerida]
En 1994 Metrovideo puso a la venta en formtato VHS la serie completa en 3 videocasetes. Cuatro años más tarde la misma distribuidora volvería a ponerla a la venta. En el 2001, la compañía Divisa Home Video distribuyó la serie en formato DVD en su colección extensiva de "Series clásicas", la cual incluye una amplia colección de series españolas clásicas, principalmente para la audiencia adulta. Los seis episodios fueron lanzados juntos en una colección de tres discos (dos episodios por disco), completa con dos opciones de audio, español Dolby Digital 5.1 y Stereo, subtítulos en inglés, alemán, francés, italiano y portugués, y extras incluyendo los documentales "Buscando a Celia" y "Celia: La premiere" (1992). Más tarde, Divisa Home Video volvió a lanzar la serie, esta vez en una colección de dos discos (tres episodios por disco). La compañía distribuidora también puso a la venta la serie en VHS, pero fue descatalogada cuando el formato pasó a ser historia en el año 2007.[cita requerida]

## Recepción
La serie se emitió 5 de enero al 9 de febrero de 1993 consiguiendo atraer a más de siete millones de espectadores. En el año 1993, Celia recibió el premio TP de Oro como Mejor serie dramática nacional en España. El TP de Oro se considera uno de los más prestigiosos, si no el más prestigioso, premio dado a los actores y programas de la televisión en el país. Además, el capítulo "Doña Benita" fue galardonado en el XII Festival Internacional de Televisión para Niños y Juventud con el Premio Danubio al programa más divertido.

## Episodios
| N.º | Título                | Fecha de emisión original |
| --- | --------------------- | ------------------------- |
| I | «Soy Celia»           | 5 de enero de 1993        |
| La historia de Celia comienza la noche del 5 de enero de 1932. Después de ser llevada a la cama por Miss Nelly, Celia recibe la visita de Baltasar, uno de los reyes magos. En su balcón, el rey mago coloca los regalos para Celia y le pide que los comparta con Solita, la pobre hija del portero. Al día siguiente, Celia se despierta y encuentra sus regalos de nuevo en el balcón, lo que le asegura de que la visita no había sido un sueño. Celia obedece y se dispone a compartir sus nuevos juguetes con Solita, pero llega su padre y le pide que se aleje del balcón. Su padre, que sabe que su hija actúa con buena fe, permite que Solita se quede con los juguetes, con la excepción de un osito de peluche. Durante el día, Celia está al cuidado de Miss Nelly, una estricta institutriz inglesa. Juntas van al parque y visitan una feria en el pueblo. Hasta el día que Celia la humilla de tal forma que la institutriz decide regresar a su tierra natal. Por su parte, Celia está convencida de que su mamá es una auténtica hada de cuento de hadas, y también de que su papá siente miedo cada vez que su mujer sale de casa hasta muy de noche. Celia tiene un hermanito al que quiere mucho, pero como es muy pequeño apenas le dejan siquiera acercarse a él. Un día lo escucha llorar y decide tomar en sus manos la labor de bañarle y ponerle ropa limpia. Sin embargo, la buena acción de Celia termina en desastre cuando Juana y la cocinera descubren que el niño no está en la cuna. La madre de Celia, muy enfadada al encontrar a Celia y a su hermanito empapados dentro del baño, decide acudir a Doña Benita. La anciana, que es de buena familia, la había cuidado a ella y a sus hermanos cuando eran pequeños y ahora se espera que pueda educar a Celia. |                       |                           |
| II | «Doña Benita»         | 13 de enero de 1993       |
| Doña Benita llega a Madrid, y después de un poco tiempo juntas, la anciana y la niña se llevan muy bien. Celia está muy contenta con el reemplazo de Miss Nelly, quien ella creía era demasiado estricta. Poco después de llegar Doña Benita, llega Rodrigo, el tío de Celia y hermano de su padre. El hombre, había sido militar y ahora regresa de África acompañado por un simpático y joven moro llamado Maimón. Surgen los problemas y los malentendidos cuando Maimón se cruza en el camino de Doña Benita, quien cree que el moro es un pillo ladrón. Celia continúa queriendo ser buena, por eso va a visitar a Doña Cándida, la antigua portera, que ahora se encuentra en la cama enferma con la gripe y un fuerte caso de artrosis. Celia, vestida de hada, obsequia a la anciana con un tarro de miel y un poco dinero para ayudarla en su situación. La buena acción se completa cuando Celia hace venir al médico para que eche un vistazo a la señora. Aun llevándose tan bien, Doña Benita y Celia logran meterse en diversas dificultades. Durante una visita al parque con Celia y su amiga María Teresa, Doña Benita pierde de vista a las niñas y siembra el pánico al creer haberlas perdido. En otra ocasión en su camino a casa, Celia y Doña Benita encuentran a dos muchachos en la calle acompañados de un pequeño burro recién nacido. Los muchachos aseguran que la madre del burro ha muerto y ahora este será llevado al quemadero. Celia convence a Doña Benita de que compre el burro y ella acepta a pagar dos duros por él. El burro no es bien recibido en casa y como es de esperarse, pronto se arma un gran jaleo. Meses después, junio de 1932, Celia es invitada a la fiesta de cumpleaños de su tío Rodrigo. Celia se aburre y la fiesta acaba desastrosamente también cuando ella y Maimón cometen una travesura. Sin embargo, después de que se le acaba el enfado, su tío obsequia su noble corazón obsequiándole con un bonito collar azul.                                                                                           |                       |                           |
| III | «El verano»           | 19 de enero de 1993       |
| Llega el verano de 1932 y sus primeras semanas Celia y su familia lo pasan cerca de la playa. A Celia no le gusta mucho la playa; se divierte creando castillos en la arena, pero no está dispuesta a meterse al agua. La madre de Celia acude a la ayuda de un bañista para que acompañe a Celia y la convenza a bañarse. Poco después, Celia recibe la noticia por parte de su padre, que él y su madre piensan irse a París por unos días. Celia quiere irse con ellos pero no es así, mientras sus papás están lejos, ella se queda en la sierra con Doña Benita, su hermano al que llama "Cuchifritín" y con Juana. Para entretenerla a ella y a su nueva amiga Carlotica, Doña Benita les cuenta historias sobre duendes. Al día siguiente, las dos niñas se cruzan con un pequeño niño alemán; al verlo vestido de manera muy extraña, creen estar seguras de que se trata de un duende e intentan capturarlo. Carlotica tiene un abuelo con el que las dos pasan los días de lluvia. Aunque el hombre pide que lo visiten para entretenerlo, suele quedarse dormido. Durante una de sus siestas, las niñas entran y juegan con sus viejas ropas de cuando él era actor y se enfada mucho cuando las descubre. Vuelve el buen tiempo y con él regresan los papás de Celia. Sus padres están teniendo muchos gastos y problemas económicos, por esta razón decide hacer algo para ayudarles. Se viste de gitana y sale a buscar empleo como sirvienta. Una señora llamada Rafaela la recoge en su casa y acepta pagarle tres pesetas por sus servicios. Celia tiene buena mano cuidando a su hijo bebé, pero no tanta peleando patatas y haciendo otras labores. Rafaela le pide que vaya al romeral a traer una cabra que está amarrada allí. Es entonces cuando unos guardias descubren a Celia después de salir a buscarla siguiendo órdenes de sus padres y la llevan a casa. Sus papás, en lugar de sentir orgullo están decepcionados. Una última y grave travesura al acabar el verano hace que su padre decida que lo mejor será internarla en un colegio de monjas. |                       |                           |
| IV | «En el colegio»       | 26 de enero de 1993       |
| Otoño de 1932. En el colegio con las monjas, Celia tiene dificultad adaptándose a sus estrictas reglas. Ella quiere volver a casa y estar con su familia, por eso, intenta convencer a las monjas de que sufre de sonambulismo, lo cual falla. Su padre viene a verla varias veces, y para que él se sienta tranquilo, Celia le dice que se siente muy a gusto en el colegio. Sin embargo, a Celia no le gustan los sesos que sirven en el comedor y que los recreos sean tan cortos; las cosas más divertidas en el colegio parecen estar todas rigurosamente prohibidas, también. Celia no se lleva del todo bien con las demás niñas y prefiere estar afuera jugando con los monaguillos, Lamparón y Pronovis, y su banda de amigos callejeros, lo que también va en contra de las reglas del convento. Sus acciones son castigadas con frecuencia, y en una ocasión, mientras se encuentra de rodillas en un rincón, Celia le cuenta a un señor que está haciendo una visita, que las monjas sufren de viruelas. El hombre informa a las madres de las otras niñas y estas se alarman y enseguida llevan a sus hijas fuera del convento. A otra señora, Celia contesta groseramente que la razón de su castigo es haberle pegado a otra señora como ella y la mujer exclama que «se acaba el mundo». Esa misma noche en el salón, Celia cuenta a las otras niñas lo que había oído y momentos después, el convento entero, las niñas y las religiosas, se preparan para el fin del mundo. Llega Don Restituto, el cura, y aclara la situación, pero Celia es gravemente castigada. Celia quiere ser santa, y promete no decir más mentiras. Don Restituto apoya su decisión y le regala a Celia un libro que relata las vidas de niñas que fueron santas. |                       |                           |
| V | «Ni santa, ni mártir» | 2 de febrero de 1993      |
| Celia continúa queriendo ser santa; va a visitar a Don Restitito todos los días a confesar sus pecados, incluso cuando no tiene nada que confesar. Aunque las santas han de portarse bien, Celia continúa haciendo travesuras, como el hacerle creer a la Madre Superiora que en su clase de geografía ocurre un acto infernal relacionado con unos gatitos recién nacidos. Don Restitito, no queriendo hacerse responsable del comportamiento de Celia, le prohíbe definitivamente ser santa. En la clase de costura de la Madre Bibiana, la monja castiga a Celia en el pasillo y esta, durante una tormenta ve caer a una cigüeña herida en el jardín. La madre Isolina recoge al animal y lo entra en el convento. Celia adopta a la cigüeña y la llama Culiculá. Una de las amigas de Celia tampoco puede ser santa, entonces propone que ambas se hagan mártires. Las dos niñas planean huir a África donde esperan que los moros les corten la cabeza, pero en el camino se encuentran con Juanón el hortelano y este las lleva de vuelta; Don Restituto les prohíbe ser mártires también. Meses después, junio de 1933. Se acerca el fin de curso y la Madre Loreto ingenia un plan para que las niñas no hagan el ridículo en los exámenes después de no haber aprendido lo necesario en su clase de historia. Celia ensaya para participar en la función pero cuando llega el día esperado y sus papás vienen a verla, Celia se entera por Doña Benita que sus padres tienen la intención de marcharse al extranjero y dejarla con las monjas durante el verano. Cuando llega su turno en la función, Celia cambia las líneas de su papel para expresarle a todo el público su dolor por la decisión de sus padres. Llorando, Celia sale corriendo de la sala, creando una gran angustia para Doña Benita, sus padres y las monjas. Todos corren detrás de ella y la buscan en el jardín. |                       |                           |
| VI | «¡Hasta la vista!»    | 9 de febrero de 1993      |
| Verano de 1933, Celia es la única niña que pasa el verano en el convento, pero pronto llega Doña Remedios, una señora un poco agria. Aunque ella y la niña se llevan bien al principio, su amistad pronto se vuelve en una rivalidad. Juanón le da el mote de «Doña Merlucines» a la señora, lo cual hace reír a Celia y a las monjas. Doña Remedios se sorprende al ver a Celia jugando con unas cucarachas en la cocina y sale corriendo despavorida. Al regresar, se encuentra con Celia y la Madre Bibiana. La gata Rabona aparece llevándose una prenda que Doña Remedios había estado calcetando; furiosa, la mujer se dispone a pegarle cuando esta la muerde. Doña Remedios asegura que la gata está rabiosa. Poco después, Doña Remedios se encuentra en la cama descansando y entonces Celia, con un cucurucho lleno de cucarachas en la mano, entra a su habitación y libera a los insectos debajo de sus sábanas. La mujer se despierta y sale de la habitación dando gritos. Las monjas creen estar seguras de que en verdad la mujer había contraído la rabia; la encierran en su habitación inconscientes de las cucarachas y llaman al médico. Celia recibe una última visita por parte de su padre antes de marcharse al extranjero. Como regalo, lleva a su hija a visitar un circo en el pueblo. Ambos lo pasan muy bien y Celia reconoce a Coralinda, una bailarina china. Al regresar a casa, su padre le obsequia con un cuaderno con las hojas en blanco para que ella escriba en él los cuentos que se le ocurran. La Madre Loreto les abre la puerta y se dispone a dirigir a Celia a su cama cuando ella da media vuelta, su cara bañada de lágrimas. Celia le dice a su padre que quiere irse con ellos, pero él le dice que eso no puede ser. Celia le promete que se hará actriz e irá a buscarlos a la China. Entonces se despiden y la Madre Loreto le desea un buen viaje al señor. Esa noche, Celia comienza a narrar la historia de cómo se escapó con Coralinda y los titiriteros en busca de sus padres.                                       |                       |                           |